# Old School (film)
Old School è un film del 2003 diretto da Todd Phillips.
La pellicola è molto simile nella storia al classico-cult del genere come ad esempio Animal House con John Belushi. Il film è interpretato da vari attori del cosiddetto Frat Pack.

## Trama
Dopo aver sorpreso la propria fidanzata, Heidi, intenta ad organizzare un'orgia in casa loro (e confessatogli poi dalla stessa che, in sua assenza, ha spesso e volentieri partecipato a diverse altre), decide di mollarla e, in mancanza d'altro, Mitch va a vivere in affitto, pur essendo ormai alla soglia dei trent'anni, all'interno di un campus. Ma quando il college decide di sfrattarlo, a seguito di una festa non autorizzata dal contratto di locazione, gli amici Frank e Beanie colgono la palla al balzo: fonderanno una confraternita con sede nell'appartamento di Mitch, evitando così lo sfratto e, volendo ognuno per motivi differenti sfuggire un po' dalle pressanti responsabilità dell'età adulta, fanno così anche un loro ritorno ai gloriosi giorni del college, scanditi dalle feste selvagge e dall'incoscienza giovanile. Nonostante ciò, l'odioso rettore continuerà ad accanirsi contro di loro, cercando in qualsiasi modo di farli espellere, mentre Mitch tenta di creare un rapporto con una vecchia cotta del liceo.

## Brani presenti
- Dust in the Wind, dei Kansas
- Here i go again, dei Whitesnake